# Saint-Offenge-Dessous
Saint-Offenge-Dessous è una località appartenente al comune francese di Saint-Offenge, situato nel dipartimento della Savoia della regione dell'Alvernia-Rodano-Alpi.
Saint-Offenge-Dessous è stato un comune indipendente fino al 1º gennaio 2015, quando si è fuso con il contiguo comune di Saint-Offenge-Dessus per formare il nuovo comune di Saint-Offenge.

## Società

### Evoluzione demografica
Abitanti censiti